# 巴尔斯浩特
巴尔斯浩特是曾存在于蒙古国东方省的古城。这里有契丹时期的巴尔斯浩特1号遗址、匈奴时期的巴尔斯浩特2号遗址，以及蒙元时期的巴尔斯浩特3号遗址。
巴尔斯浩特即辽朝乌古敌烈统军司的治所河董城。据《元史》记载，1365年元顺帝在位时，发动叛乱的秃坚帖木儿战败后逃至漠北的八儿思，后被岭北行省左丞相山僧和知枢密院事魏賽因不花所杀。1368年，平定江南的朱元璋建立明朝，其派遣的军队将元顺帝逐出大都，迫使他北逃。元顺帝起初逃往上都，但上都也被明军攻陷，他又逃到应昌并在那里病逝，随后元昭宗爱猷识理达腊继位。1370年应昌被明军攻克后，元昭宗再次北迁，但其1372年进入哈拉和林之前的行踪尚不明确。
另一方面，蒙古编年史《蒙古源流》等记载，被逐出大都的元顺帝曾逃往克鲁伦河畔的“巴爾斯濶坦城”。尽管元顺帝抵达克鲁伦河的说法存疑，但推测元昭宗在被逐出应昌后可能短期居住于此。巴尔思斯特3号遗址出土的黄绿釉龙纹瓦当等文物，也佐证了此处曾是帝王居所。
著名蒙古历史学者、考古学家佩尔莱曾在巴尔思斯特遗址进行调查。巴尔思浩特1号遗址，现存砖砌佛塔，已修复可供参观。